# NGC 309
NGC 309 (другие обозначения — MCG −2-3-50, IRAS00542-1010, PGC 3377) — спиральная галактика с перемычкой (SBc) в созвездии Кит. В оптическом диапазоне видны несколько спиральных рукавов, в инфракрасном (2.1 мкм) — чётко видны только два рукава и перемычка (что более напоминает SBa галактику типа NGC 1358).
В NGC 309 неоднократно регистрировались вспышки сверхновых, самыми исследованными из которых были SN 1999ge и SN 2008cx.
В галактике вспыхнула сверхновая SN 2014ef типа Ib/c, её пиковая видимая звездная величина составила 17,9.
В галактике вспыхнула сверхновая SN 2012dt типа IIP, её пиковая видимая звездная величина составила 18,1.